# Matthias Franz Borgnis
Matthias Franz Borgnis (* 8. Februar 1798 in Mainz; † 29. Oktober 1867 in Frankfurt am Main) war ein deutscher Bankier, Juwelier und Tabakfabrikant.

## Leben und Werk
Borgnis war der zweite Sohn des Kaufmannes Francesco Antonio Borgnis (1758–1819) und seiner Frau Cathérine Fontaine (1775–1859). Die kinderreiche Familie stammte aus dem oberitalienischen Valle Vigezzo und war durch den Handel mit Bijouterie und Tabak zu Wohlstand gekommen. Durch Heiraten bestanden verwandtschaftliche Beziehungen zu den Frankfurter Familien Gontard und Bolongaro.
Borgnis heiratete am 6. April 1828 in Frankfurt am Main Louise von Bethmann (1792–1869), die Witwe des Bankiers Simon Moritz von Bethmann. Sie brachte vier zwischen 1811 und 1821 geborene Söhne in die Ehe mit. Aus der Ehe mit Borgnis gingen vier weitere Kinder hervor:
- Louise (1829–1908),
- Anna (1831–1919),
- Friedrich (1832–1912) und
- Alfred (1834–1862).

Die Familie bewohnte in Frankfurt eine Villa am Untermainkai 8. Von 1830 bis 1837 und von 1841 bis 1845 war Borgnis Mitglied der Gesetzgebenden Versammlung der Freien Stadt Frankfurt.
1838 erwarb Borgnis das Gasthaus Zum Grünen Baum in Königstein im Taunus und baute es als Sommersitz um.
Matthias Borgnis gehörte dem „Eisenbahn-Komitee“ an, welches das Ziel verfolgte Frankfurt zu einem Eisenbahnknotenpunkt zu machen und 1836 bei dem Senat der Stadt Frankfurt eine entsprechende Petition einreichte. Er war auch Mitglied des Komitees, welches mit der Errichtung der Alten Börse 1840–1843 in Frankfurt am Main betraut war.
1847 zog Borgnis sich aus seinen Geschäften zurück. 1860 ließ er anstelle seines bisherigen Sommersitzes die Villa Borgnis errichten. In Königstein ist der Borgnisweg nach ihm benannt. Es handelt sich um den Weg von der Billtalhöhe parallel zur Bundesstraße 8 an den früheren „Eisweihern“ entlang zum Naturfreundehaus Billtalhöhe.
Borgnis gehörte zu den Stiftern des 1854/55 von Eduard Jakob von Steinle geschaffenen Marienaltars in der Frankfurter Leonhardskirche. Der Altar wurde im Zweiten Weltkrieg 1944 durch den Einsturz des südlichen Seitenschiffs bei den Luftangriffen auf Frankfurt am Main bis auf das Mittelbild zerstört, das sich heute im Salvatorchörlein der Leonhardskirche befindet.
Sein älterer Bruder Carlo Hieronymus Borgnis (1795–1861) wurde ebenfalls Bankier in Frankfurt.